# Albánchez
Albánchez – gmina w Hiszpanii, w prowincji Almería, w Andaluzji, o powierzchni 35,13 km². W 2011 roku gmina liczyła 774 mieszkańców.